# Anchwennefer
Anchwennefer (auch Anch-wen-nefer) war ein altägyptischer Gegenkönig, der von 199 bis 186 v. Chr. in Oberägypten regierte.
Anchwennefer war eventuell ein Sohn seines Vorgängers Harwennefer, obwohl dies nicht sicher belegt ist. Nach dem Tod des Harwennefer, der in Oberägypten als Pharao regiert hatte, konnten die Ptolemäer Teile von Oberägypten zurückerobern. Schon im Herbst 199 v. Chr. ist Ptolemaios V. in Datierungen in Theben bezeugt. Anchwennefer ist dort im Herbst 195 v. Chr. als Pharao belegt, der also die Ptolemäer in der Zwischenzeit vertreiben konnte. Dies geschah eventuell mit Hilfe der Nubier, die 189 v. Chr. in Assuan bezeugt sind.
In den folgenden Jahren konnte aber Ptolemaios V. die Oberhand gewinnen. General Komanos schlug Anchwennefer in einer Schlacht im thebanischen Gau 186 v. Chr. im 19. Regierungsjahr des Ptolemaios V. am 23. Epiphi (27. August). Anchwennefer wurde anschließend gefangen genommen und später zum Götterfeind erklärt. Er erhielt daher den griechischen Namen Chaonnophris (Der gefallene Osiris).
Das letzte thebanische Dokument, das Anchwennefer nennt, datiert in seinem 14. Regierungsjahr auf den Monat Phaophi (November); die erste thebanische Erwähnung von Ptolemaios V. erfolgt kurz darauf im Monat Hathyr (Dezember). Sein Sohn, dessen Name nicht überliefert ist, kam ums Leben. Was mit Anchwennefer geschah, ist in der Forschung umstritten, da die betreffende Textstelle im Priesterdekret Philensis II. verschieden interpretiert wird. Er wurde entweder hingerichtet oder begnadigt.